# Super Real Me
| Оценки критиков | Оценки критиков |
| Источник        | Оценка          |
| --------------- | --------------- |
| AllMusic        | [ 1 ]           |
| IZM             | [ 2 ]           |

Super Real Me — дебютный мини-альбом южнокорейской гёрл-группы Illit. Был выпущен 25 марта 2024 года.
В альбом вошли 4 песни, а именно «Magnetic», «Lucky Girl Syndrome», «Midnight Fiction» и «My World».
Альбом вошёл в US Billboard 200 и добирался до 3-го места в еженедельном южнокорейском Circle Chart и до 6 места — в ежемесячном (в марте 2024).
Лид-сингл «Magnetic» обрёл вирусную популярность и стал первой дебютной песней в жанре k-pop, попавшей в Official Singles Chart Великобритании, а также занял первое место в хит-парадах Южной Кореи, Сингапура, Тайваня, Гонконга и Малайзии.
В июне 2024 года песня «Lucky Girl Syndrome» вошла в список 15 лучших песен года в жанре k-pop по версии журнала NME.